# Hjerl-Fonden
Hjerl-Fonden er en erhvervsdrivende fond, der blev etableret i 1915:22 af H.P. Hjerl Hansen, og ejer 1200 hektar, hvoraf 350 hektar er plantage.
Hele arealet blev erhvervet i 1910 af fondens stifter, og området udgøres primært af hederne Hjerl Hede og Hjelm Hede.
Fonden drev desuden frem til 1979 frilandsmuseet Hjerl Hede som et privat museum, der i dag er udlagt som en selvejende institution. Siden 1979 har museet været en af de største modtagere af støtte fra fonden, og det er også et af fondens formål at støtte dette museum.
Fonden havde en egenkapital på ca 11 mio. kr. i januar 2017.